# Polyphylla ragusae
Polyphylla ragusae (Kraatz, 1882) è un coleottero appartenente alla famiglia Scarabaeidae (sottofamiglia Melolonthinae).

## Descrizione

### Adulto
P. ragusae si presenta come un robusto coleottero, dal corpo dalla forma tozza di dimensioni medio-grandi che stazionano tra i 24 e i 35 mm. Come tutti gli appartenendi al genere Polyphylla presenta un dimorfismo sessuale abbastanza evidente, con i maschi che presentano vistosi ventagli sulle antenne mentre le femmine riportano delle dentellature sul primo paio di zampe.

### Larva
Le larve hanno l'aspetto di grossi vermi bianchi dalla forma a "C". Presenta tre paia di zampe sclerificate, così come la testa.

## Biologia
Gli adulti compaiono a fine primavera. Sono di abitudini crepuscolari e sono attratti dalle luci artificiali. P. ragusae è strettamente legata ad ambienti sabbiosi, l'ideale per lo sviluppo delle larve ma è in rarefazione a causa del restringimento del suo habitat.

## Tassonomia
Ad oggi sono riconosciute due sottospecie:
- Polyphylla ragusae ragusae Kraatz, 1882
- Polyphylla ragusae aliquoi Massa & Tassi in Baraud, 1977

## Distribuzione
Questa specie è un endemismo della Sicilia. La sottospecie aliquoi è diffusa nella Sicilia sudorientale, mentre la sottospecie nominale è distribuita nella Sicilia sud-occidentale e settentrionale.